# Muggiaea kochii
Muggiaea kochii is een hydroïdpoliep uit de familie Diphyidae. De poliep komt uit het geslacht Muggiaea. Muggiaea kochii werd in 1844 voor het eerst wetenschappelijk beschreven door Will. 